# Sospirolo
Sospirolo (velenceiül Sospiroi) település Olaszországban, Veneto régióban, Belluno megyében. Lakosainak száma 3072 fő (2023. január 1.). Sospirolo Belluno, Cesiomaggiore, Rivamonte Agordino, Santa Giustina, Sedico, Gosaldo és San Gregorio nelle Alpi községekkel határos.

## Népesség
A település lakossága az elmúlt években az alábbi módon változott:
| Lakosok száma | 3119 | 3116 | 3072 |
|               | 2017 | 2018 | 2023 |